# Chris Frith
Chris Frith (ur. 16 marca 1942 w Cross In Hand) – brytyjski neuropsycholog związany z University College London (Wellcome Trust Centre for Neuroimaging) i Aarhus University (Interacting Minds Centre), Fellow Royal Society (FRS), Fellow British Academy (FBA) i Fellow Academy of Medical Sciences (FMedSci).
Jest specjalistą w dziedzinie kognitywistyki. Stosując neuroobrazowanie mózgu bada neuronalne mechanizmy procesów poznawczych, decydujących o interakcjach społecznych, zagadnienia woli, świadomości, zaburzeń psychicznych (np. omamy i złudzenia u chorych na schizofrenię, zaburzenia osobowości, zaburzenia myślenia). Wyniki badań analizuje na szerokim tle ewolucyjnym i filozoficznym (neuronalna hermeneutyka).

## Życiorys

### Dzieciństwo i młodość

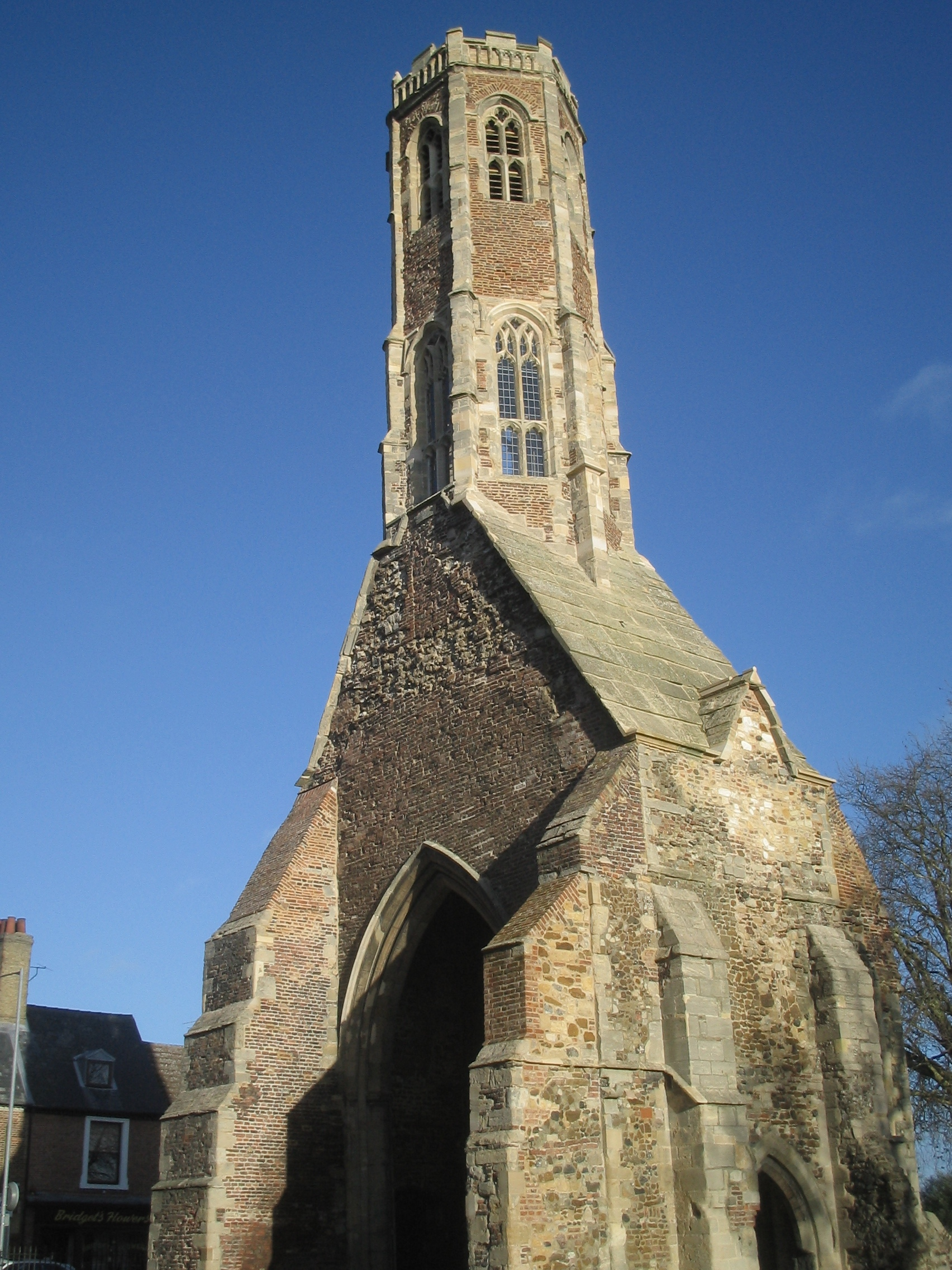
Greyfriars, King's Lynn w Richmond (North Yorkshire)

Urodził się we wsi Cross In Hand w Sussex. Jego ojciec pochodził z Croydon, a matka była córką właściciela fabryki obuwia z Leicesteru, nazywanego Captain Raymond Tyler. Chris wspomina wspaniały dom w Cross in Hand o nazwie „Clarendon”, który widział po raz ostatni w 1963 roku, gdy przyjechał z braćmi na pogrzeb dziadka.
Ojciec uczestniczył w II wojnie światowej. Po powrocie z wojny pracował jako nauczyciel klasyki i muzyki w University College School (UCS Hampstead). Rodzina zamieszkała w pobliżu Hampstead Heath, w domu z widokiem na wrzosowiska. Ponownie zmieniła miejsca zamieszkania, gdy Chris miał 12 lat. Jego ojciec otrzymał wówczas stanowisko dyrektora Richmond Grammar School (zob. Richmond School) – szkoły podstawowej z kilkusetletnią historią. Rodzina dyrektora zajęła mieszkanie w zabytkowym budynku obok klasztornej wieży, do której wnętrza udawało się chłopcu przedostać.
Wkrótce rodzice zdecydowali, że Chris i jego bracia nie będą uczęszczać do szkoły, którą kieruje ojciec. Zostali umieszczeni w szkole z internatem w Cambridge.
Studia

Od 1960 roku Chis Frith studiował nauki przyrodnicze w University of Cambridge (1963 – MA Master of Arts – Natural Sciences), po czym odbył staż w dziedzinie psychologii klinicznej w Instytucie Psychiatrii (IoPNN) University of London (1965 – Dip. Psych Diploma in Psychology). 

Hans Eysenck

Pracę doktorską wykonywał w dziedzinie psychologii doświadczalnej nt. Individual differences in pursuit rotor and tapping skills (1969 – PhD Doctor of Philosophy – Psychology).
Jego naukowym opiekunem (doctoral advisor) był Hans Eysenck, bardzo znany przeciwnik tradycyjnej psychoanalizy, autor budzących wielkie światowe zainteresowanie książek Uses and Abuses of Psychology i Sense and nonsense in psychology.
Koncepcje H. Eysencka zafascynowały m.in. niemiecką studentkę psychologii eksperymentalnej w Saarbrücken (Uniwersytet Kraju Saary), Utę Aurnhammer. W 1964 roku (po ukończeniu studiów) zdecydowała się na wyjazd do Londynu w celu odbycia stażu w Institute of Psychiatry (IoP) i udoskonalenia znajomości języka angielskiego. Wkrótce została żoną Chrisa Fritha. Chris i Uta Frith byli małżeństwem i współpracownikami przez kilkadziesiąt następnych lat.

### Praca zawodowa
W latach 1965–2013 zajmował stanowiska:
- 1965–1975 – asystent naukowy w London University (Instytut Psychiatrii)
- 1975–1992 – członek zespołu badawczego MRC(inne języki) w Northwick Park Hospital(inne języki) (Centrum Badań Klinicznych, Oddział Psychiatrii)
- 1992–1994 – członek zespołu MRC Cyclotron Unit w Hammersmith Hospital(inne języki)
- 1994–2007 – Wellcome Principal Research Fellow w University College London (Wellcome Trust Centre for Neuroimaging(inne języki)[20])
- 2005–2006 – Visiting Fellow (zob. profesor wizytujący) w All Souls College w Oksfordzie
- 2011–2013 – Two-Year Fellow w All Souls College
- od 2013–… – Quondam Fellow w All Souls College

### Emerytura
Przeszedł na emeryturę z Wellcome Center for Neuroimaging w 2007 roku. Jest aktywny m.in. jako Neils Bohr Visiting Professor w duńskim Aarhus of University (współzałożyciel – wspólnie z Utą Frith – interdyscyplinarnego Interacting Minds Centre. Wykładał w Papieskiej Akademii Nauk, Szpitalu Salpêtrière (paryskim szpitalu klinicznym), Harvard University. Uta i Chris Frith otrzymali wspólnie nagrodę CNRS Jean Nicod Prize i byli wykładowcami na zorganizowanej z tej okazji konferencji (Conférences Jean-Nicod 2014) nt. „What makes us social?”. Podjęto decyzję o publikacji treści wykładów w formie książkowej. Małżeństwo redaguje wspólną stronę internetową FrithMind. Wraz z synem Alexem opracowali komiks „Two Heads” o poznaniu społecznym, małżeństwie i znaczeniu badań (grafik: Daniel Locke). Wspólny portret Uty i Chrisa Frith, namalowany przez Emmę Wesley, był eksponowany w National Portrait Gallery i w siedzibie Royal Society.

## Tematyka badań naukowych

### Doktorat
Badania wykonywane w ramach pracy doktorskiej dotyczyły zagadnień koordynacji oko–ręka (zob. pamięć proceduralna, koordynacja oko-ręka), zmierzały do wyjaśnienia sposobu uczenia się potrzebnych w życiu zachowań, polegających np. na sprawnym chwytaniu spostrzeżonych przedmiotów. Ponieważ nie były dostępne profesjonalne przyrządy do takich badań, C. Frith dostosował do tych celów rotor gramofonu z wirującą tarczą. W tego rodzaju badaniach zadaniem uczestników jest śledzenie poruszającego się celu (np. punktu na tarczy) i wskazywanie jego położenia ręką. Opracowując dane, ilustrujące dokładność wskazań ruchomego celu przez grupę wolontariuszy, Frith korzystał z komputera LINC-8 (zob. wybrane komputery PDP, architektura 12-bitowa).

### Neuroobrazowanie i filozofia mózgu
Przełomowe zmiany w prowadzonych w Londynie badaniach mózgu nastąpiły w 1994 roku, gdy dzięki dotacji Wellcome Trust, Richard Frąckowiak ze współpracownikami utworzył w Instytucie Neurologii UCL Functional Imaging Laboratory (FIL), nazwane wkrótce Wellcome Trust Centre for Neuroimaging. Początkowo w centrum wykonywano przede wszystkim neuroobrazowanie z użyciem techniki PET. W następnych latach, również dzięki grantom Wellcome Trust, stosowano przede wszystkim funkcjonalny rezonans magnetyczny (fMRI) oraz inne techniki rezonansu magnetycznego (MRI), magnetoencefalografię (MEG), elektroencefalografię (EEG) i in. (z PET zrezygnowano w 2004 roku). Równocześnie przeprowadzane są testy neuropsychologiczne i behawioralne.
2. Neuroobrazowanie fMRI (ang. functional magnetic resonance imaging) pozwala np. na obserwację, które obszary kory mózgu są aktywne w czasie określonego działania lub myślenia o tym działaniu (np. pojawianie się zamiaru wykonania ruchu; zob. też: kora ruchowa, neuroobrazowanie ruchu)

Coraz doskonalsze techniki neuroobrazowania umożliwiają wyjaśnianie problemów związanych z teorią umysłu. Tak nazywana koncepcja, mieszcząca się w zakresie psychologii rozwoju człowieka, jest analizowana w wielu ośrodkach naukowych od chwili ukazania się artykuł D. Premacka i G. Woodruffa nt. szympansów (Does the chimpanzee have a theory of mind?, 1978). Po czterdziestu latach od tej publikacji znaczenie pojęcia „teoria umysłu” nie zostało ostatecznie uzgodnione. Kontynuowane badania mają coraz bardziej interdyscyplinarny charakter.
W 1985 roku artykuł pt. Does the autistic child have a „theory of, mind”? opublikował zespół Simon Baron-Cohen, Uta Frith i Alan Leslie, poszukujący potwierdzenia przypuszczeń, że różnorodne objawy autyzmu mogą być skutkiem „ślepoty umysłu”. Efektem współpracy C. Fritha z Utą Frith i innymi badaczami spektrum autystycznego są np. publikacje ‘Theory of mind’ in the brain. Evidence from a PET scan study of Asperger syndrome (1996) lub Reading the mind in cartoons and stories: an fMRI study of „theory of mind” in verbal and nonverbal tasks (2000).
Wśród najważniejszych kierunków badań naukowych C.D. Fritha są wymieniane: schizofrenia, świadomość (zob. filozofia umysłu, interakcjonizm, kognitywistyka symboliczna i subsymboliczna, interakcjonizm symboliczny).
Schizofrenia
W latach 70. XX w. Frith wskazał  możliwość, że u chorych na schizofrenię występuje defekt mechanizmu kontrolującego i ograniczającego zawartość świadomości – charakterystyczne dla tej choroby zaburzenia świadomości mogą być spowodowane „nadmierną samoświadomością” (ang. excessive self-awareness). Defekt ten powoduje, że przetwarzanie złożonych zbiorów informacji, zachodzące u osób zdrowych poniżej poziomu świadomości, u chorego bywa uświadamiane, np. w formie omamów. Po 20 latach prób modelowania pracy mózgu pacjentów Frith stwierdził, że wyniki badań są obiecujące, jednak ich kontynuacja wymaga m.in. zastosowania bardziej złożonego modelu (uwzględniającego m.in. rolę dopaminy). Wskazał potrzebę badań tzw. wszczepiania myśli. Kontynuatorzy wyrażają nadzieję, że wyniki stosowania dynamic causal modelling (DCM) i zasady przyczynowości w sensie Grangera (PG) zwiększą zaufanie do wniosków z współczesnego mapowania mózgu (zob. konektom) – przestaną być porównywane do neo-frenologii. Wspomogą też leczenie zaburzeń neurologicznych i psychiatrycznych.
Neuronalna hermeneutyka

Kognitywistyka

Tematyka publikacji naukowych, które Chris Frith wymienia jako najważniejsze, mieści się na szerokim interdyscyplinarnym obszarze, nazwanym „Neural Hermeneutics”. Należy on do dziedziny kognitywistyki, leżącej na pograniczu neurobiologii, psychologii poznawczej, filozofii (filozofia umysłu), lingwistyki (lingwistyka kognitywna) i innych.
Kognitywistyka zajmuje się procesami poznawczymi, tworzącymi w umyśle poznającego podmiotu reprezentacje umysłowe przedmiotu poznania.
Przedmiotem poznania może być istota żywa, obiekt nieożywiony lub abstrakcyjne pojęcie (abstrakt). W czasie obserwacji nieożywionego elementu otoczenia do umysłu człowieka dociera, dzięki zmysłom, strumień informacji wzrokowych, słuchowych, węchowych i in. Ich właściwa interpretacja w pierwotnym mózgu zwierząt umożliwiała przetrwanie (unikanie zagrożeń, zdobywanie pokarmu itp.). Człowiek obserwujący otoczenie tworzy jego złożoną indywidualną reprezentację, wykorzystując poza bodźcami zmysłowymi, własną wiedzę (teorie, przekonania, sądy), tworzy osobisty „wewnętrzny świat” skojarzeń (zob. wolne skojarzenia), nastrojów, metafor itp., który nie jest dostępny dla innych. Poznawanie innych ludzi poprzez werbalną i niewerbalną komunikację interpersonalną nigdy nie prowadzi do wzajemnego poznania swoich idei. Pozostają one ich reprezentacjami, wymagającymi nieustannego testowania w czasie dalszych kontaktów (zob. procesy poznawcze, psychologia poznawcza, poznanie społeczne, błędy poznawcze). C.D. Frith podkreśla, że mimo braku bezpośredniego dostępu do swoich umysłów ludzie często potrafią bardzo dobrze zrozumieć się wzajemnie dzięki przebiegającym w mózgu procesom neuronalnej hermeneutyki. Kierunki prac Fritha, zmierzających do wyjaśnienia mechanizmów nawiązywania interakcji społecznych w wyniku komunikacji interpersonalnej, ilustrują m.in. tytuły publikacji, np. Follow you, follow me: Continuous mutual prediction and adaptation in joint tapping (2010), Optimally interacting minds (2010) lub Supra-personal cognitive control and metacognition (2011), a również tekst wspomnianego komiksu Two Heads.

## Publikacje
Wyszukiwarka Google Scholar udostępnia ponad 1150 pozycji dorobku naukowego C.D. Fritha, często cytowanych przez innych autorów (935 artykułów wydano w okresie 1991–2018). Na stronie internetowej Chrisa Fritha znajduje się lista Selected Recent Publications.
Wybór 1
1. Optimally interacting minds (2010), B. Bahrami, K. Olsen, P.E. Latham, A. Roepstorff, G. Rees, C.D. Frith, Science, 329(5995):1081–1085 (artykuł zamieszczony również w Discovering the Social Mind, 2016[31])
2. How the opinion of others affects our valuation of objects, D.K. Campbell-Meiklejohn, D.R. Bach, A. Roepstorff, R.J. Dolan, C.D. Frith (2010), Curr Biol. 20(13):1165–1170
3. Mechanisms of Social Cognition, C.D. Frith & U. Frith (2012), Annu Rev Psychol, 63, 287–313
4. Implicit and Explicit Processes in Social Cognition, C.D. Frith & U. Frith (2008), Neuron, 60(3), 503–510
5. The social brain: allowing humans to boldly go where no other species has been before, C.D. Frith & U. Frith (2010), PhilTransB 365,165–176
6. Action, agency & responsibility: an essay in honour of Marc Jeannerod(inne języki) (zamieszczony w Discovering the Social Mind, 2016[31])
7. Follow you, follow me: Continuous mutual prediction and adaptation in joint tapping, I. Konvalinka, P. Vuust, A. Roepstorff, C.D. Frith (2010), Q J Exp Psychol. 4:1–11[51]
8. How the brain creates culture: Paper presented to the German Academy of Sciences Leopoldina, September 2013
9. Metacognition, Brain & Culture: presentation to the FENS Social Brain Meeting, Copenhagen, September 2014
10. The role of metacognition in human social interactions, C.D. Frith (2012), Phil. Trans. R. Soc. B, 367, 2213–2223
11. Reputation management in the age of the world-wide web, C. Tennie, U. Frith, C.D. Frith (2010), Trends Cogn Sci.
12. What is consciousness for?, C.D. Frith (2010), Pragmatics & Cognition, 18(3), 497–551

Wybór 2
Dokonany przez autora inny wybór tekstów został opublikowany w 2016 roku w formie książki pt. Discovering the Social Mind: Selected works of Christopher D. Frith, 2016. Prace zostały zgrupowane w sekcje tematyczne:
Schizofrenia
- 1979 – Consciousness, information processing and schizophrenia[41]
- 1989 – Experiences of alien control in schizophrenia reflect a disorder in the central monitoring of action[62]
- 1991 – Elective affinities in schizophrenia and childhood[63]
- 2000 – Abnormalities in the awareness and control of action[64]
- 2011 – Explaining delusions of control: the comparator model 20 years on[45]

Wola i świadomość
- 1991 – Willed action and the prefrontal cortex in man: a study with PET[65]
- 1999 – The neural correlates of conscious experience: an experimental framework[66]
- 2004 – What's at the top in the top-down control of action? Script-sharing and 'top-top' control of action in cognitive experiments[67]
- 2014 – Action, agency and responsibility[68]

Poznanie społeczne
- 1978 – The role of gaze in dialogue[69]
- 2006 – Meeting of minds: the medial frontal cortex and social cognition[70]
- 2007 – Predictive coding: an account of the mirror neuron system[71]
- 2010 – Optimally interacting minds[52]
- 2014 – Supra-personal cognitive control and metacognition[53]

## Wyróżnienia, nagrody
Członkostwo stowarzyszeń, doktoraty honoris causa i inne tytuły honorowe
- 1999 – Member Academia Europaea
- 1999 – Fellow Academy of Medical Sciences (UK)(inne języki) (FMedSci)
- 2000 – Fellow Royal Society (FRS)
- 2001 – Fellow American Association for the Advancement of Science
- 2003 – Honorary Doctorate Paris-Lodron University, Salzburg
- 2004 – Honorary Doctorate York University (wspólnie z Utą Frith)
- 2006 – Visiting Fellow All Soul's College, Oxford
- 2008 – Fellow British Academy (FBA)
- 2011–2013 – Two-Year Fellow, All Souls College w  Oxford (od 2013 – Quondam Fellow)

Medale i nagrody
- 2009 – Erik Strömgren Medal
- 2004 – Robert Sommer Award (wspólnie z Utą Frith), Justus Liebig University, Giessen
- 2005 – Burghölzli Award (wspólnie z Utą Frith), University of Zürich
- 2009 – International Prize (Fyssen Foundation)(inne języki)
- 2009 – European Latsis Prize(inne języki) (wspólnie z Utą Frith)
- 1999 – Kenneth Craik Award, St John's College, Cambridge
- 2014 – Jean Nicod Prize(inne języki) (wspólnie z Utą Frith)